# Escoles en xarxa
Escoles en xarxa és un projecte de periodisme digital que connecta, mitjançant blogs en línia, centres d'educació secundària i primària dels territoris de parla catalana interessats en la implementació de les TIC en l'àmbit educatiu, i en la creació d'una xarxa de comunicació virtual entre l'alumnat per intercanviar informació, experiències i impressions.
Hi ha un bloc unitari per a cada etapa educativa, intercanvis per a les escoles de primària i cròniques per als centres de secundària, i tants blocs com centres es van adherint a la proposta. Per a editar-los, cada centre disposa d'un nom d'usuari i una contrasenya, que es faciliten al professorat. Els blocs han d'estar escrits en català i han de ser el resultat d'una actuació pedagògica. S'hi pot participar des de qualsevol àrea curricular i des de qualsevol modalitat (matèries comunes, matèries optatives, aules d'acollida...), amb alumnat de qualsevol nivell de primària i de secundària. Durant el curs, s'organitza una trobada presencial de primària i una de secundària que recorre diverses localitats dels Països Catalans i que reuneix alumnes de diversos centres.
Òmnium Cultural dirigeix i gestiona el projecte i Vilaweb posa la plataforma tecnològica creada per aquest projecte, el seu manteniment i l'assessorament en pràctica de periodisme digital. També rep el suport del Departament d'Educació de la Generalitat de Catalunya i Escola Valenciana. El projecte començà el curs 2004-2005 amb 22 centres de secundària.